# Charlotte Van Mechelen
Charlotte Van Mechelen is een personage uit de televisiereeks Hallo België!.
Ze werd gespeeld door Bianca Vanhaverbeke en is een van de oorspronkelijke personages sinds 2003.

## Personage
Charlotte Van Mechelen is de dochter van ‘Mijnheer’ Roger Van Mechelen.
Haar moeder is gestorven toen ze drie jaar was. Ze studeert voor dierenarts en is een van de besten van haar jaar. Charlotte is een vrolijke meid, die zielsveel van haar pa houdt, maar ze kan er niet bij dat hij naar haar vriend Julien blijft uithalen. Het feit dat vaderlief het niet op Limburgers begrepen heeft omdat hij net in die provincie zijn bier niet verkocht krijgt, vindt ze overdreven en flauw.

## Uiterlijk
- bruin haar
- meestal modern gekleed

## Catch prases
- Pa! (tegen Roger)
- Petatje (tegen Julien)